# Кая, Хазал
Хазал Кая (тур. Hazal Kaya; род. 1 октября 1990, Стамбул) — турецкая актриса, стала известна в большей части Латинской Америки благодаря участию в роли Нихаль Зиягиль в сериале «Запретная любовь», экранизации классического романа Халида Зии Ушаклыгиля, «Назвала я её Фериха», в роли Ферихи Йылмаз.

## Биография
Хазал Кая родилась 1 октября 1990 года в Стамбуле, Турция.
Кая начала заниматься театральным искусством, изучая балет ещё в детстве. Она также брала уроки игры на скрипке в течение семи лет. Хазал училась в итальянском лицее в Стамбуле. В 2009 году она начала обучение театральному и исполнительскому искусству в Стамбульском университете «Билги».
В 2007 году получила свою первую главную роль в сериале «Дженко». В 2008 году она сыграла Нихала Зиягиля в фильме «Запретная любовь», адаптации классического романа Халида Зии Ушаклыгиля с Сельчуком Йонтемом и Берен Саат.
В 2011 году Кая снялась в картине «Я назвал её Фериха» в роли Ферихи Йылмаз вместе с Чагатаем Улусоем.
В 2014 году ICHRAPS (Международный совет по правам человека, арбитражу, политике и стратегическим исследованиям) наградил её медалью за выдающиеся достижения для самых влиятельных деятелей мира в категории «Искусство, музыка и театр» вместе с 38 другими известными деятелями в этой области, в том числе Юссу Н’Дур, Майли Сайрус и Сандра Буллок.
В 2013 году завязала отношения с турецким актёром, певцом и кинорежиссёром Али Атаем. Пара поженилась 6 февраля 2019 года в отеле «Fairmont Quasar». Хазал свободно говорит на итальянском и английском языках, а также на турецком, который является её родным языком.

## Фильмография

### Телевизионные сериалы
- 2006 -  Начинающие ведьмы ― Пелин.
- 2006 - Тайна камней ― Бенгю.
- 2006 - Сыла ― Беррин.
- 2007-2008 - Ангел хранитель(Генджо) ― Озге (Гюляй Эркая).
- 2008-2010 - Запретная любовь ― Нихаль Зиягиль.
- 2010 - Бехзат Ч. Преступление в Анкаре ― Берна Ч.
- 2011-2012 - Я Назвала ее Фериха ― Фериха Йылмаз (Саррафоглу).
- 2012 - Последнее лето. Балканы 1912 г. ― Эмине.
- 2013 - A.Ş.K ― Азра Озак.
- 2015 - Марал ― Марал Эрдем.
- 2017-2019 - Наша история ― Филиз Элибол (Актан).
- 2020 - Позвоните моему менеджеру - Хазал Кая(играет саму себя).
- 2021 - Гостья ― Гедже/Гюнеш Ялчын.

### Веб-Сериалы
- 2022 - Полночь в отеле «Пера Палас» - Эсра Коксюз/Периде.

### Кинофильмы
- 2011 Инструмент ― Ченги
- 2011 Я похороню тебя в своём сердце ― Берна С.
- 2011 Я не могу спать во время полнолуния
- 2012 Пусть это будет последним	― Тюльпан
- 2013 Голубая волна
- 2014 У меня есть возражение ― Зейнеп Булут
- 2016 Банк разбитых сердец
- 2020 А что я ― Сертаб Мед

ВЕБ